# الأردن في الألعاب البارالمبية الصيفية 2020
شاركت الأردن في الألعاب الأولمبية الصيفية للمعاقين 2020 في طوكيو، اليابان، في الفترة من 24 أغسطس إلى 5 سبتمبر 2021م، وهي المشاركة التاسعة للأردن بدورات الألعاب البارالمبية الصيفية والتي بدأت في نيويورك/ستوك ماندفيل 1984 واستمرت حتى يومنا هذا. وستكون البطلة البارالمبية مها البرغوثي (أمين عام اللجنة) رئيسة للبعثة التي ضمت أيضاً:
- جاسر نويران مديراً فنيًا.
- داوود شحادة إداريًا.
- أحمد حياصات معالجًا.
- رشا الخياط إدارية.
- عيسى هلال مدربًا لرفع الأثقال.
- أحمد أبو الرب مساعداً لمدرب رفع الأثقال.
- هارون الشلتوني مدربًا لكرة الطاولة.
- محمد الحراسيس مدربًا لألعاب القوى.

## الرياضيون المشاركون
| اسم الرياضي     | الرياضة                  | نتيجة المشاركة | ملاحظات |
| --------------- | ------------------------ | -------------- | ------- |
| أحمد الهندي     | ألعاب القوى - رمي الجلة  |                |         |
| ختام أبو عوض    | كرة الطاولة              |                |         |
| فاتن عليمات     | كرة الطاولة              |                |         |
| عمر قرادة       | رفع الأثقال 49 كغم رجال  |                |         |
| محمد طربش       | رفع الأثقال 65 كغم رجال  |                |         |
| عبد الكريم خطاب | رفع الأثقال 88 كغم رجال  |                |         |
| معتز الجنيدي    | رفع الأثقال 97 كغم رجال  |                |         |
| جميل الشبلي     | رفع الأثقال 107 كغم رجال |                |         |
| ثروت الحجاج     | رفع الأثقال 86 كغم سيدات |                |         |
| أسماء عيسى      | رفع الأثقال 79 كغم سيدات |                |         |

## الميداليات
| الميدالية | اسم الرياضي     | الرياضة     | المنافسة                                                               | التاريخ        |
| --------- | --------------- | ----------- | ---------------------------------------------------------------------- | -------------- |
| ذهبية     | عمر قرادة       | رفع الأثقال | وزن 49 كغم رجال                                                        | 26 اغسطس/آب    |
| ذهبية     | عبد الكريم خطاب | رفع الأثقال | وزن 88 كغم رجال                                                        | 29 اغسطس/آب    |
| ذهبية     | جميل الشبلي     | رفع الأثقال | وزن +107 كغم رجال                                                      | 30 اغسطس/آب    |
| ذهبية     | أحمد الهندي     | رمي الجلة   | F34 رجال                                                               | 4 سبتمبر/أيلول |
| برونزية   | ختام أبو عوض    | كرة الطاولة | تنس الطاولة في الألعاب البارالمبية الصيفية 2020 - فردي سيدات - الفئة 5 | 28 اغسطس/آب    |

| الرياضة     | الأول | الثاني | الثالث | المجموع |
| رفع الأثقال | 3     | 0      | 0      | 3       |
| كرة الطاولة | 0     | 0      | 1      | 1       |
| رمي الجلة   | 1     | 0      | 0      | 1       |
| المجموع     | 4     | 0      | 1      | 5       |

| الميداليات حسب التاريخ | الميداليات حسب التاريخ | الميداليات حسب التاريخ | الميداليات حسب التاريخ | الميداليات حسب التاريخ | الميداليات حسب التاريخ |
| ---------------------- | ---------------------- | ---------------------- | ---------------------- | ---------------------- | ---------------------- |
| التاريخ                | الأول                  | الثاني                 | الثالث                 | المجموع                |                        |
| 26 آب\أغسطس            | 1                      | 0                      | 0                      | 1                      |                        |
| 28 آب\أغسطس            | 0                      | 0                      | 1                      | 1                      |                        |
| 29 آب\أغسطس            | 1                      | 0                      | 0                      | 1                      |                        |
| 30 آب\أغسطس            | 1                      | 0                      | 0                      | 1                      |                        |
| 4 أيلول\سبتمبر         | 1                      | 0                      | 0                      | 1                      |                        |
| المجموع                | 4                      | 0                      | 1                      | 5                      |                        |